# Droga magistralna M10 (Białoruś)
Droga magistralna M10 (biał. Магістраль М10, ros. Магистраль М10) – trasa szybkiego ruchu na Białorusi. Zaczyna się ona przy przejściu granicznym w Slynce na granicy białorusko-rosyjskiej. Magistrala biegnie w kierunku zachodnim, przez miasta Homel, Rzeczyca, Kalinkowicze, Pińsk i Drohiczyn. M10 kończy swój bieg w Kobryniu, łącząc się tam z magistralami M1 i M12.